# Ewa Panejko-Pankiewicz
Ewa Panejko-Pankiewicz, pseud. Maleństwo (ur. 28 lipca 1951 w Jeleniej Górze) – polska taterniczka, alpinistka i himalaistka, zdobywczyni trzech ośmiotysięczników.

## Życiorys
Wychowywała się we Wrocławiu, gdzie ukończyła studia magisterskie na Wydziale Matematyki, Fizyki i Chemii (kierunek chemia) Uniwersytetu Wrocławskiego. W wieku 16 lat ukończyła kurs grotołaza i do 18 roku życia intensywnie uprawiała speleologię, kiedy to Bogdan Jankowski zainteresował ją wspinaczką skałkową. Już w szkole średniej zaczęła się wspinać w Tatrach. Wspólnie z Markiem Kęsickim przeszła jako pierwsza kobieta superdirettissimę Kazalnicy Mięguszowieckiej, a następnie dokonała pierwszego zimowego przejścia Filara Kazalnicy oraz pierwszego kobiecego przejścia drogi Heinricha-Chrobaka, a także kilka lat później pierwszego przejścia kobiecego Kurtykówki na Małym Młynarzu.
W połowie lat 70 XX w. zaczęła się wspinać w górach wysokich. W 1975 w górach Kaukazu przeszła grań Dżan-Tugan. W 1978 i 1979 wspinała się w  Alpach, gdzie wspólnie z Ireną Kęsą przeszły jako pierwsze kobiety drogę Cassina na Torre Trieste i drogę Cordiera na  Aiguille des Grands Charmoz z Agnieszką Smólską. W latach 70 i 80 XX w. brała udział w wyprawach w Hindukusz (pierwsze wejście na Lunkho-e Sarqi), Pamir (szczyt Ismaila Samaniego, ówczesna nazwa: Pik Komunizma) i Andy (wejście pięcioosobowym zespołem kobiecym nową drogą na Cordiliera Blanca Huascaren i nieudana próba wejścia nową drogą na Cerro Torre). Na tej ostatniej wyprawie zaprzyjaźniła się z Wandą Rutkiewicz, z którą od tej pory tworzyły przez kilka lat zespół zdobywający coraz wyższe góry.
W latach 1975–1978 była asystentką na Uniwersytecie Wrocławskim. W 1978 po ślubie z Krzysztofem Pankiewiczem przeniosła się do Łodzi, gdzie pracowała na Wydziale Chemicznym Uniwersytetu Łódzkiego i urodziła syna. W 1986 opuściła Uniwersytet, zdobyła uprawnienia instruktorki Polskiego Związku Alpinizmu i zaczęła prowadzić kursy wspinaczkowe w Jurze Krakowsko-Częstochowskiej i w Tatrach. W 1988 r. założyła wspólnie z mężem na ul. Piotrkowskiej 99 w Łodzi sklep firmowy India 99, specjalizujący się w sprzedaży oryginalnej odzieży, biżuterii i ozdób do domu sprowadzanych z Indii i Pakistanu. Jednocześnie jeździła na kolejne wyprawy w góry wysokie, m.in. brała udział. w nieudanej, międzynarodowej kobiecej wyprawie na K2, oraz w wprawie na Makalu.  W 1990 zdobyła z Wandą Rutkiewicz Gasherbrum I prowadząc atak szczytowy.  Razem z Rutkiewicz planowały jako pierwsze kobiety zdobyć w 1991–1993 wszystkie ośmiotysięczniki, co nie doszło do skutku ze względu na niemożność znalezienia sponsorów. W 1994 na swojej ostatniej wyprawie w Himalaje zdobyła swój trzeci ośmiotysięcznik Sziszapangmę.
W 1995 zdiagnozowano u niej nowotwór, który wymagał wycięcia znacznych części przewodu pokarmowego, w wyniku czego musiała zakończyć karierę wspinaczkową i skupiła się na działalności gospodarczej.

## Ważniejsze wyprawy i osiągnięcia wspinaczkowe[5]
- Tatry, początek lat 70 XX w: Superdiretissima Kazalnicy Mięguszowieckiej, „Kurtykówka” na Małym Młynarzu, pierwsze zimowe przejście kanta filaru Kazalnicy.
- Tatry w latach późniejszych: pierwsze kobiecie przejście drogi Heinricha-Chrobaka z Danutą Wach, pierwsze kobiece zimowe przejście Filara Węgrzynowicza z Ireną Gelner, Wandą Rutkowską i Danutą Wach
- 1975, Kaukaz, grań Dżan-Tugan
- 1977, Hindukusz, pierwsze wejście na Lunghoye Sargi (6600 m n.p.m.)
- 1978, Dolomity, Torre Trieste, droga Casina, pierwsze wejście kobiece
- 1979, Alpy, rejon Mont-Blanc,  droga Cordiera na  Aiguille des Grands Charmoz
- 1982, Karakorum, nieudana próba wejścia na K2 (zakończona na wysokości 6800 m)
- 1983, Himalaje, drugie wejście na Meru North (6400 m)
- 1984, Pamir, szczyt Ismaila Samaniego, (dawniej Pik Komunizma)
- 1985, Andy Peruwiańskie, Huascaran North, wytyczenie nowej drogi „Ladies holiday”.
- 1986, Himalaje, wejście na Makalu z Ewą Szcześniak
- 1986/1987, Andy Patagońskie, nieudany atak na Cerro Torre wspólnie z Wandą Rutkiewicz
- 1987/1989, Himalaje, nieudana próba wejścia na Yalun Kang (dotarcie do wysokości 7000 m)
- 1990, Himalaje, nieudana próba wejścia na Makalu z Wandą Rutkiewicz (dotarcie do wysokości 8200 m)
- 1990, Karakorum, zdobycie Gaszerbrum I z Wandą Rutkiewicz
- 1991, Himalaje, nieudana próba zdobycia Kanczendzongi (dotarcie do 7500 m)
- 1994, Himalaje, Sziszpangma, pierwsze wejście kobiece

## Książki i Filmy
Ewa Panejko-Pankiewicz nie napisała sama żadnej książki, jednak obszerne wywiady i rozdziały jej poświęcone ukazały się w następujących książkach i filmach:
- 2017: Mariusz Sepioło, książka „Himalaistki”, rozdział „Maleństwo”, wyd. Znak, ISBN 978-83-240-4977-6
- 2021: Agata Komosa-Styczeń, książka „Taterniczki. Miejsce kobiet jest na szczycie”, rozdział „Dotyk Skały”, wyd. Prószyński i Media, ISBN 978-83-8234-099-0[7]
- 1999: Wanda Rutkiewicz, Karnawał pod Torre Cerro, Film Poltel
- 2008:Krzysztof Wielicki, Panie w Górach, IV cz, serii wydanej na DVD (Film TVN)
- 2007: Marek Kłosowicz, Wyprawy 1980-1987, Film, TVN
- 2007: Marek Kłosowicz, Karawa Marzeń, Film, TVN
- 2011: Marek Kłosowicz, Art of Freedom – Himalaje, Film, Instytut Adama Mickiewicza